# مارسل بروئر
مارسل بروئر (به انگلیسی: Marcel Breuer) (تلفظ مجاری: [/ˈbrɔɪ. ər/ BROY-ər])؛ معمار و طراح مبلمان نوگرای مجارستانی-آلمانی بود. او در سال ۱۹۳۷ میلادی به ایالات متحدۀ آمریکا نقل مکان کرد و در سال ۱۹۴۴ میلادی تابعیت آمریکا را دریافت کرد.
در باوهاوس او صندلی واسیلی و صندلی سسکا را طراحی کرد که نیویورک تایمز آن‌ها را برخی از مهم‌ترین صندلی‌های سدهٔ بیستم میلادی نامیده است. بروئر واژگان مجسمه‌سازی را که در کارگاه نجاری در باوهاوس ایجاد کرده بود به یک معماری شخصی گسترش داد که او را به یکی از محبوب‌ترین معماران جهان در اوج طراحی سدۀ بیستم میلادی تبدیل کرد. آثار او شامل موزه‌های هنری، کتابخانه‌ها، ساختمان‌های کالج، ساختمان‌های اداری و اقامتگاه‌ها است. بسیاری از آن‌ها به سبک معماری بروتالیستی هستند، از جمله تأسیسات سابق تحقیق و توسعۀ آی‌بی‌ام که زادگاه اولین رایانۀ شخصی بود. او به عنوان یکی از مبتکران بزرگ طراحی مبلمان مدرن و یکی از تأثیرگذارترین نمایندگان سبک بین‌المللی در نظر گرفته می‌شود.